# Уи (Хэншуй)
Уи́ (кит. упр. 武邑, пиньинь Wǔyì, буквально: «местность У») — уезд городского округа Хэншуй провинции Хэбэй (КНР).

## История
В древние времена в этих местах существовало государство Уло (武罗国) — отсюда и название.
Уезд Уи был образован ещё при империи Хань в 202 году до н.э. Входил в состав удельных владений Синьду (信都国) и Аньпин (安平国), при империи Цзинь был преобразован в округ Уи (武邑郡), при империи Северная Ци был расформирован. Вновь уезд Уи был создан при империи Суй в 586 году.
В 1949 году был образован Специальный район Хэншуй (衡水专区), и уезд Уи вошёл в его состав. В 1952 году специальный район Хэншуй был расформирован, и уезд Уи вошёл в состав Специального района Шицзячжуан (石家庄专区). В 1958 году уезд Уи был присоединён к уезду Хэншуй.
В 1962 году уезд Уи был восстановлен в старых границах. В том же году Специальный район Хэншуй был создан вновь, и уезд Уи опять вошёл в его состав. В 1970 году Специальный район Хэншуй был переименован в Округ Хэншуй (衡水地区).
В мае 1996 года решением Госсовета КНР округ Хэншуй был преобразован в городской округ Хэншуй.

## Административное деление
Уезд Уи делится на 6 посёлков и 3 волости.